# مجموعه فرهنگی و تفریحی رامسر
مجموعه فرهنگی و تفریحی رامسر مربوط به دوره پهلوی اول است و در رامسر، داخل شهر، انتهای بلوار معلم واقع شده و این اثر در تاریخ ۱۷ اسفند ۱۳۸۱ با شمارهٔ ثبت ۷۸۵۶ به‌عنوان یکی از آثار ملی ایران به ثبت رسیده است.